# Colombey-les-Belles
Colombey-les-Belles è un comune francese di 1 369 abitanti situato nel dipartimento della Meurthe e Mosella nella regione del Grand Est.

## Società

### Evoluzione demografica
Abitanti censiti